# Мартышка Бразза
Мартышка Бразза (лат. Cercopithecus neglectus) — вид приматов семейства мартышковых. Обитает в центральной Африке. Названа в честь французского путешественника Пьера Бразза. Шерсть тёмно-серая с красновато-коричневой спиной, конечности и хвост чёрные, крестец белый. На лбу оранжевая полоса, белая шерсть на морде образует «бороду и усы». Выражен половой диморфизм: самцы весят около 7 кг, тогда как самки — около 4 кг.

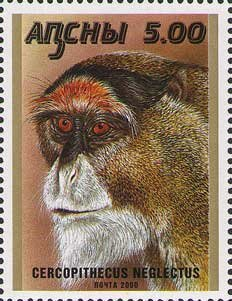
Почтовая марка Абхазии, 2000